# Freelandgunj
Freelandgunj è una suddivisione dell'India, classificata come census town, di 16.084 abitanti, situata nel distretto di Dahod, nello stato federato del Gujarat. In base al numero di abitanti la città rientra nella classe IV (da 10.000 a 19.999 persone).

## Geografia fisica
La città è situata a 22° 50' 18 N e 74° 13' 53 E.

## Società

### Evoluzione demografica
Al censimento del 2001 la popolazione di Freelandgunj assommava a 16.084 persone, delle quali 8.328 maschi e 7.756 femmine. I bambini di età inferiore o uguale ai sei anni assommavano a 1.875, dei quali 992 maschi e 883 femmine. Infine, coloro che erano in grado di saper almeno leggere e scrivere erano 12.464, dei quali 7.086 maschi e 5.378 femmine.